# Capillaria eurycerca
Tridentocapillaria eurycerca, Echinocoleus eurycercus
Espèce
Synonymes
- Thominx eurycerca Oschmarin & Parukhin 1963 (protonyme)
- Tridentocapillaria eurycerca (Oschmarin & Parukhin 1963)
- Echinocoleus eurycercus (Oschmarin & Parukhin 1963)

Capillaria eurycerca est une espèce de nématodes de la famille des Capillariidae, parasitant des oiseaux.

## Hôtes
Capillaria eurycerca a été décrit chez le Pic cendré (Picus canus),, mais une femelle a également été trouvée chez le Pic porphyroïde (Blythipicus rubiginosus), bien que d'abord identifié comme Capillaria tridens.

## Répartition
Capillaria eurycerca a été originellement décrit d'oiseaux provenant du Primorié, mais a également été trouvé chez un Pic porphyroïde en Indonésie.

## Taxinomie
L'espèce est décrite en 1963 sous le protonyme Thominx eurycerca. En 1990, Vlastimil Baruš et Tamara Petrovna Sergejeva placent cette espèce dans le genre Tridentocapillaria, considéré comme sous-genre de Capillaria par le parasitologiste tchèque František Moravec dans sa monographie de 2001 sur les nématodes de la super-famille des Trichinelloidea parasitant les animaux à sang froid.